# John Fabian
John McCreary Fabian (* 28. ledna 1939 v Goose Creeku, Texas, USA) je bývalý americký důstojník a astronaut, který se zúčastnil dvou letů s raketoplánem.

## Život

### Mládí a výcvik
Po základní a střední škole absolvoval University of Washington a Washington State University a po obhajobě zde získal doktorát letectví a astronautiky. Pak se stal asistentem profesora letectví na vojenské letecké akademii v Coloradu (Air Force Institute of Technology). Do týmu astronautů byl přijat v roce 1978, ale celých 15 let na svůj let čekal..

### Lety do vesmíru
120. člověkem ve vesmíru se stal 18. června 1983, když na palubě raketoplánu Challenger odstartoval z Floridy k šestidenní misi STS-7. Posádka byla v tomto složení: Robert Crippen, Frederick Hauck, John Fabian, Norman Thagard, Sally Rideová. Během letu vypustili dvě družice a jednu zas později několikrát cvičně zachytili a nakonec se s ní vrátili na Zemi.
Podruhé letěl na sedmidenní misi STS-51-G na jaře roku 1985 na palubě Discovery. Posádka raketoplánu byla: Daniel Brandenstein, John Creighton, Steven Nagel, John Fabian, Shannon Lucidová, francouzský astronaut Patrick Baudry a synovec saúdskoarabského krále, princ Sultan Al-Saud. Vypustili na orbitě celou řadu družic - Spartan 1, Morelos 1A, Arabsat 1B ,Telstar 3D. Provedli také experimenty pro program Hvězdných válek.
Oba lety měly start na Floridě, mys Canaveral, přistání na základně Edwards v Kalifornii. Během obou svých letů strávil ve vesmíru 13 dní.
- STS-7 Challenger (18. června 1983 – 24. června 1983)
- STS-51-G Discovery (17. června 1985 – 24. června 1985)

### Po letech
V roce 1993 byl prezidentem společnosti Analytic Services, Inc. (ANSER), ve městě Arlington.